# Poder psiquiátrico
Poder psiquiátrico es nombre del curso dictado por Michel Foucault de 1973 a 1974 en el Collège de France. Fue publicado como libro en 2003.

## Teoría
Es un  acercamiento a la historia de las prácticas psiquiátricas y su relación con los discursos en torno a la locura. Comienza con un estudio de Pinel hasta llegar a Charcot en el siglo XIX. Aborda la relación de los dispositivos de poder como productores de enunciados y de los juegos de verdad en torno a ellos. 
La preocupación de Foucault gira en torno a las relaciones de poder que operan en la institución asilar. Surge una sospecha de que la verdad médica está sujetada en las relaciones de fuerzas exteriorizadas en las formas de la autoridad y la dominación. La verdad es convocada en el plano de su funcionalidad, por el horizonte de legitimación que proporciona a los discursos y las prácticas sobre cuya base el poder psiquiátrico organiza su ejercicio, y por el modo de exclusión que justifica.

## Tabla de contenidos
Advertencia
Clase del 7 de noviembre de 1973
Clase del 14 de noviembre de 1973
Clase del 21 de noviembre de 1973
Clase del 28 de noviembre de 1973
Clase del 5 de diciembre de 1973
Clase del 19 de diciembre de 1973
Clase del 9 de enero de 1974
Clase del 16 de enero de 1974
Clase del 23 de enero de 1974
Clase del 30 de enero de 1974
Clase del 6 de febrero de 1974
Resumen del curso
Situación del curso

## Recepción
Junto con Enfermedad mental y personalidad e Historia de la locura en la época clásica, conforma la crítica de Foucault a disciplinas como la psicología, la psiquiatría y el psicoanálisis.